# 紅額亞馬遜鸚鵡
，又稱為紅頂亞馬遜鸚鵡、紅眉亞馬遜鸚鵡或紅額鸚鵡，為一種瀕臨絕種的鸚鵡，目前列於CITES一級的種物。
這種鸚鵡只分佈於巴西的東南方，由於棲地遭破壞，以及人類濫捕，紅額亞馬遜鸚鵡己成為中南美洲，數目最稀少的鳥種之一。
紅額亞馬遜鸚鵡體長約35公分，前額及頭頂為豔麗的橙紅色羽，臉頰為黃藍交雜的區塊，與巴西的另一種同為CITES一級保育物種的紅尾亞馬遜鸚鵡有血親關係，都是十分漂亮的鳥種。

## 外部連結
- 维基共享资源上的相關多媒體資源：紅額亞馬遜鸚鵡
- 維基物種上的相關：紅額亞馬遜鸚鵡